# Dioctylzinnbis(2-ethylhexylthioglycolat)
Dioctylzinnbis(2-ethylhexylthioglycolat) ist ein Gemisch von drei isomeren chemischen Verbindungen aus der Gruppe der Carbonsäureester.

## Eigenschaften
Dioctylzinnbis(2-ethylhexylthioglycolat) ist eine farblose Flüssigkeit. Sie ist eine gut definierte Substanz bestehend aus drei Stereoisomeren.

## Verwendung
Dioctylzinnbis(2-ethylhexylthioglycolat) wird als Hitzestabilisator für PVC in Lebensmittelverpackungen verwendet.

## Gefahrenbeurteilung und Verwendungsbeschränkungen
Im Dezember 2014 wurde Dioctylzinnbis(2-ethylhexylthioglycolat) aufgrund seiner reproduktionstoxischen Wirkung in die Liste der besonders besorgniserregenden Stoffe (Kandidatenliste) gemäß REACH-Verordnung aufgenommen. 2022 wurde die Aufnahme in das Verzeichnis der zulassungspflichtigen Stoffe nach Anhang XIV der REACH-Verordnung beschlossen. Zum Ablaufdatum 1. Mai 2025 ist damit das Inverkehrbringen und die Verwendung des Stoffes in der EU ohne Zulassung verboten.